# 172090 Davidmccomas
172090 Davidmccomas è un asteroide della fascia principale. Scoperto nel 2002, presenta un'orbita caratterizzata da un semiasse maggiore pari a 3,2178303 au e da un'eccentricità di 0,1083193, inclinata di 1,79608° rispetto all'eclittica.